# Propranolol
Propranolol is een niet-selectieve bètablokker die voornamelijk gebruikt wordt bij de behandeling van hypertensie en is in de handel onder de merknaam Inderal. Propranolol werd in 1964 geïntroduceerd door James Black die daarvoor de Nobelprijs voor de Geneeskunde in 1988 kreeg toegekend. Het middel werd in 1973 in de VS goedgekeurd. Propranolol wordt ook gebruikt bij de behandeling van migraine, essentiële tremor, hemangiomen, bij sociale fobieën en bij examenvrees. De bloeddrukverlagende werking heeft op deze zaken een gunstig effect, zonder dat het sederende neveneffect van onder meer benzodiazepinen optreedt. In Frankrijk wordt het middel ook gebruikt om de symptomen van liefdesverdriet te verzachten.

## Contra-indicaties
- in geval van sterk vertraagde hartslag (bradycardie)
- astma
- bij geleidingsstoornissen in het hart
- bij metabole acidose (zuurophoping in het lichaam)
- langdurig vasten

De stof is opgenomen in de lijst van essentiële geneesmiddelen van de WHO.